# TortoiseSVN
Pour les articles homonymes, voir Tortoise (homonymie).
 (septembre 2012).
 (septembre 2012).
TortoiseSVN est un des logiciels client de SVN les plus populaires.
C'est un logiciel libre distribué selon les termes de la licence GNU GPL, sous forme de plugin pour Microsoft Windows.
En s'intégrant dans l'explorateur de Windows, il offre aux utilisateurs de Windows une interface graphique permettant de réaliser la plupart des tâches qu'offre SVN en ligne de commande.
L'explorateur Windows s'enrichit des fonctionnalités suivantes :
- Superposition d'icône aux répertoires et fichiers permettant de visualiser instantanément l'état (à jour, modifié, en conflit...)
- Menu contextuel permettant de committer ou d'updater, à l'échelle d'un fichier, d'une sélection de fichiers ou encore d'un répertoire
- Possibilité d'ajouter en mode détails de l'explorateur des colonnes de type numéro de révision, état

Il est disponible en version 32 et 64 bits.
40 packs langues sont actuellement en ligne.
Son nom vient de l'anglais Tortoise, 'Tortue', logo du logiciel.